# Lombard (langue romane)
Ne doit pas être confondu avec Lombard (langue germanique).
Pour les articles homonymes, voir Lombard.
Le lombard (lombard, lumbard, lumbàart) est une langue appartenant, parmi les langues romanes occidentales, au rameau gallo-italique des langues italo-romanes et possédant un substrat celte et un superstrat lombard germanique. 
Elle est parlée dans le Nord de l'Italie (principalement en Lombardie, dans la partie orientale du Piémont et dans la partie occidentale du Trentin) et le sud de la Suisse (notamment dans les cantons du Tessin et des Grisons).
En l'absence d'une koinè, les différentes variétés du lombard se sont développées indépendamment les unes des autres au cours des siècles, tout en maintenant une intelligibilité commune et mutuelle. Les deux variantes principales sont le lombard occidental et le lombard oriental.

## Statut et localisation

Répartition du lombard en Europe.

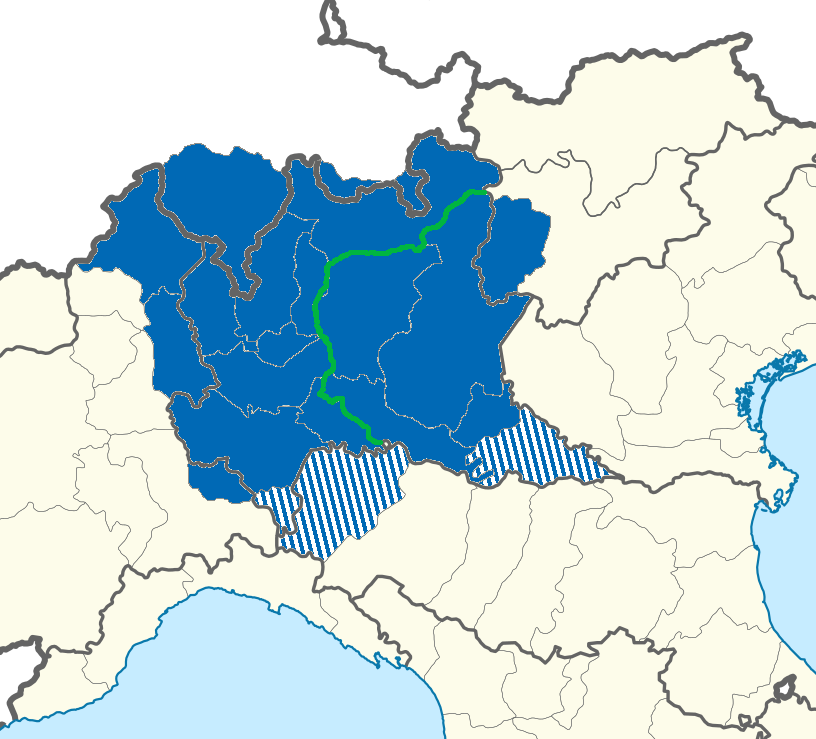
Répartition détaillée du Lombard en Italie et en Suisse.

### Statut
Le lombard est considéré comme une langue minoritaire distincte de l’italien par l'Atlas des langues en danger dans le monde de l’UNESCO.
Le lombard n’est pas directement relié à l’italien, les deux langues faisant partie de branches différentes de la famille des langues romanes. Le romanche, le frioulan, l’occitan et le catalan sont plus proches du lombard que l’italien.

### Différentes variétés
L’on distingue principalement entre le lombard occidental et le lombard oriental. Toutes les variantes parlées en Suisse dans les Grisons italiens sont occidentales, alors que l’on trouve les deux variétés en Italie. Dans les régions de Milan, Varese, Côme et Lecco, notamment, on parle le lombard occidental (dit aussi Insùbrich ou dialecte insubre), alors que dans les régions de Bergame et de Brescia, ainsi que dans quelques localités de l’ouest du Trentin, on parle le lombard oriental.
Les variantes parlées en Valteline ainsi que dans les quatre vallées lombardes des Grisons font la transition entre les deux groupes et présentent certaines particularités. Quant aux dialectes parlés dans les provinces de Novare, de Verbano-Cusio-Ossola et de Verceil (toutes trois parties de la région administrative du Piémont), ils appartiennent au lombard occidental.
La variété de lombard qui possède la tradition littéraire la plus ancienne, remontant au XIIIe siècle, est le milanais, aujourd’hui complètement supplanté par l’italien dans la région de Milan. On regroupe actuellement sous le terme générique de « tessinois » les différentes formes de lombard parlées dans le canton suisse du Tessin, alors qu’il existe une variété historique de lombard, appelée également tessinois, utilisée par les autochtones pour communiquer avec des locuteurs parlant des variantes différentes.

## Le lombard écrit

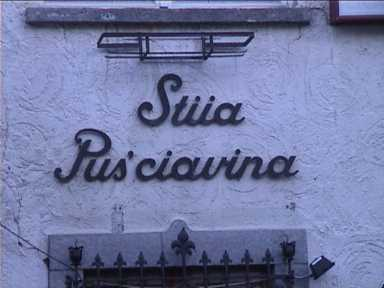
Enseigne de restaurant en lombard, à Poschiavo.

Les rares personnes sachant écrire et lire le lombard ont utilisé pendant des siècles des formes bâtardes du latin ou du toscan (ancêtre de l'italien) comme langue de communication écrite, sans développer d'écriture propre pour le lombard.
Il n'existe pas d'orthographe officiellement reconnue pour le lombard, mais plutôt une série de conventions (ainsi, les syllabes terminales [tʃ] et [k] doivent être écrites respectivement -c et -ch), et différentes traditions divergentes (par exemple, [ø] et [y] s'écrivent respectivement oeu et u en milanais traditionnel, largement répandu dans la littérature, mais ö et ü en Suisse et dans différentes autres régions d'Italie. Cette dernière orthographe est généralement adoptée de nos jours).

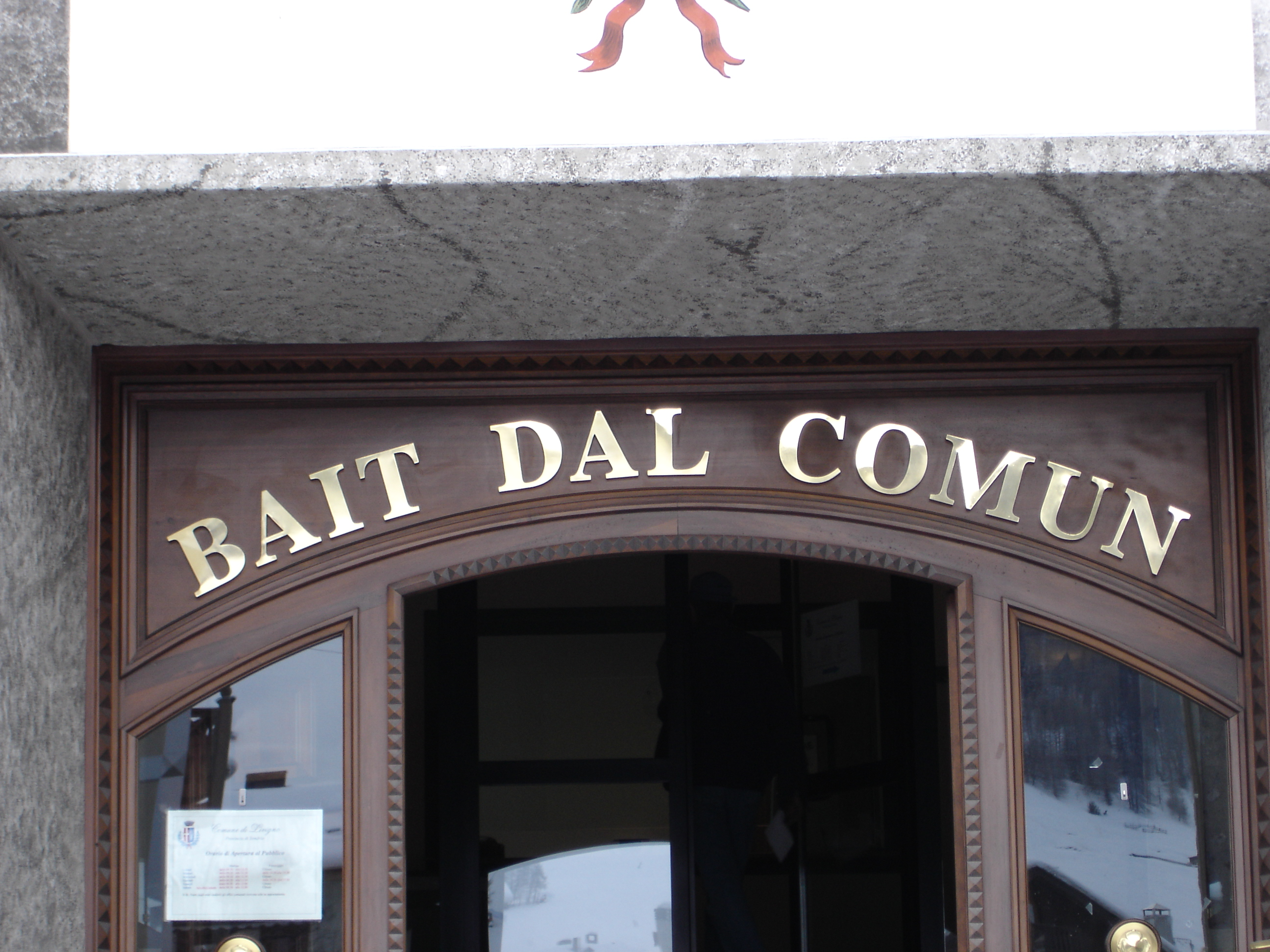
Enseigne de mairie en lombard de Livigno.

Le CDE - Centro di dialettologia e di etnografia de Bellinzone, (voir plus bas) a mis au point un système orthographique avancé pour ses publications. Ce système présente l’avantage de ne pas rompre avec la tradition tout en permettant de restituer la prononciation actuelle. Il souffre toutefois de certaines lacunes, particulièrement dans sa difficulté à distinguer entre voyelles courtes et longues (par exemple, le son terminal -asc est écrit de manière identique dans casc [kaʃ] 'bourgeon' et masc [maːʃ] 'mai', bien que la voyelle soit plus courte dans le premier cas que dans le second).
Un système amélioré qui reprend les principaux concepts du système du CDE en y apportant plusieurs modifications, a été publié en 2003. Ce système est actuellement le seul ensemble de règles écrites s’appliquant à toutes les formes de lombard. Les différents exemples donnés dans cet article suivent d’ailleurs ce système.

### Phonétique et phonologie
À l’inverse des autres langues romanes, la plupart des dialectes du lombard disposent de plusieurs longueurs différentes de voyelles (par exemple: paas [paːs] 'paix' à comparer avec pass [pas] 'marche', ainsi que ciapaa [tʃaˈpaː] 'attrapé' à comparer avec ciapà [tʃaˈpa] 'attraper'). L’inventaire des phonèmes du lombard inclut les voyelles arrondies [y] et [ø].

### Syntaxe et vocabulaire
Une autre particularité du lombard par rapport aux langues romanes consiste en l’usage extensif d’idiomatismes construits sous la forme verbe-particule comme en anglais ou en allemand (par exemple: trà 'pousser', trà via 'lancer, jeter', trà sü 'vomir', trà fö(ra) 'enlever' ou encore magnà 'manger', magnà fö(ra) 'gaspiller').

## De nos jours
Si l’italien standard est largement répandu dans toutes les zones où l’on parle le lombard, le statut de ce dernier est toutefois très différent en Suisse et en Italie. De fait, la Suisse italienne est parfois désignée par les termes de Suisse lombarde ou de Lombardie suisse et est devenue, de nos jours, la véritable région gardienne de la langue lombarde.

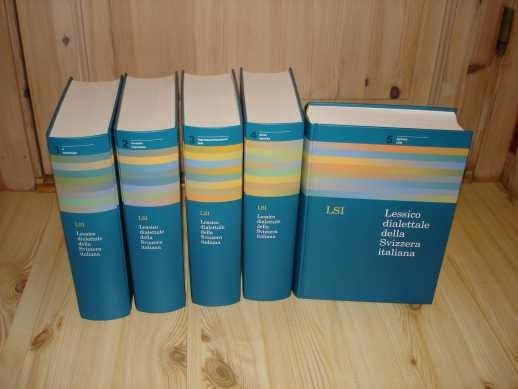
Le LSI, publié en 2004.

### En Suisse
En Suisse, les différentes variétés de lombard sont généralement mieux préservées qu’en Italie. Aucune rancune n’est associée à la pratique quotidienne du lombard. Certaines émissions de radio et de télévision en tessinois (généralement des comédies) sont parfois retransmises à la TSI. Il n’est pas rare, lorsque l’on aborde quelqu’un dans la rue, qu’il réponde spontanément en lombard. Le principal institut de recherche sur le lombard (le CDE - Centro di dialettologia e di etnografia, une institution cantonale) se trouve à Bellinzone, au Tessin, et n’a pas d’équivalent en Italie.
En décembre 2004, le CDE a publié un dictionnaire en cinq volumes couvrant l’ensemble des dialectes lombards parlés en Suisse. Il s’agit à ce jour du plus vaste ouvrage jamais publié en lombard, comprenant plus de 4 500 pages et environ 57 000 lexèmes avec plus de 190 000 variantes parlées. 
En 2022, 58,6 % de la population du Tessin parlait fréquemment le tessinois. 

### En Italie

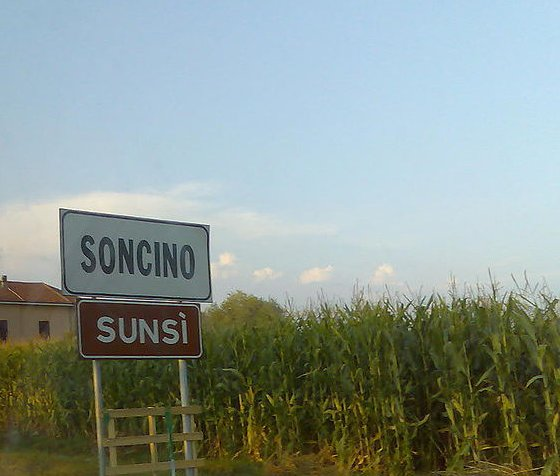
Signalisation bilingue en lombard placée sous l’affiche désignant l’entrée d’une agglomération à Soncino, dans la Province de Crémone.

L’usage des dialectes lombards est plus rare de nos jours en Italie pour plusieurs raisons, à la fois historiques et sociales. l’usage du lombard a été découragé par les gouvernements italiens, qui percevaient probablement le dialecte comme un obstacle à la création d’une identité nationale italienne.
Ces faits expliquent également que parler un dialecte soit sujet à controverse en Italie. De fait, le parti politique qui soutient le plus le lombard dans sa forme parlée dans le Nord de l’Italie est la Ligue du Nord (bien que, dans le passé, les partis de droite aient plutôt eu tendance à défendre les variantes purement locales).
La majorité des Lombards de moins de quarante ans ne parlent plus que l’italien standard dans la vie de tous les jours, principalement du fait que l’école et la télévision n’utilisent que cette langue. Les personnes parlant l’un des dialectes lombards s’adresseront pratiquement toujours en italien standard à un inconnu. Cependant, depuis les années 1990, une recrudescence de l’utilisation du lombard a été observée dans la région, permettant aux autochtones d’exprimer une distance entre eux et la culture plus méditerranéenne du reste du pays.
L’on note également depuis quelques années l’apparition de plusieurs artistes chantant en lombard (appelé en italien « rock dialettale »). Ce phénomène est en expansion tant en Suisse qu’en Italie. Parmi les représentants les plus connus de cette tendance, citons Davide Van de Sfroos, de son nom d'état civil  Davide Bernasconi, et Tiziano Incani, dit Il Bepi.